# Зуко
Зуко (англ. Zuko) — 16-річний принц країни Вогню, син Володаря Вогню Озая та його дружини Урси, один з головних героїв «Аватар: Останній захисник», і його історія часто йде паралельно з історією головного героя, Аанга. Спочатку противник Аватара і його друзів, він приєднується до них у другій половині третього сезону і стає вчителем магії вогню для Аватара. Після того як Аанг перемагає батька Зуко, Володаря Вогню Озая, Зуко стає правителем Народу Вогню.
Зуко можна упізнати за шрамом від опіку на лівій половині обличчя, залишеним його батьком на Агні Каї незадовго до вигнання. Головна мета Зуко в перших двох сезонах — спіймати Аватара, щоб повернути втрачену честь. У третьому він шукає свою долю і намагається відновити мир у всьому світі.

## Майбутнє Зуко
У «Легенді про Корру» старий Зуко (якщо в «Легенді про Аанга» йому 16, то у третьому та четвертому сезонах серіалу-продовження йому 88-91) має доньку Ізумі та онука, генерала Айро, названого честь дядька Зуко.
Коли Корра була маленькою, він і Сокка  захопили злочинців Червоного Лотоса, які хотіли викрасти нового Аватара. У 3 книзі, коли Захір став магом повітря і втік з в'язниці разом з іншими членами Червоного Лотоса, Зуко, а також кузини Корри намагались зупинити їх. Також він познайомився з Мако та Боліном.

## Цікаві Факти
- Вважає свого дядька Айро як тато
- Він не хотів руйнувати Дім Суїки і шкодити Сокі і Катарі. Хотів спіймати Аватара щоб повернути любов батька який зробив шрам йому на обличчі.
- Знайшов намисто Катари яке вона загубила та найняв Джун щоб знайти їх
- Його батько найняв генерала Джао щоб той захопив Аватара до того як його знайде Зуко. Коли Джао загинув відправляє його сестру Азулу.
- У перший книзі носить хвіст
- У нього була закохана дівчина Джин.
- Його мати Урсу вижинули з нації вогню
- Рятує Апу щоб знайти Аватара
- Катара перша хто доторкнулась до  ока  та хотіла зцилити  його друга його дівчина  Мей.
- Зуко не послухався дядько та став на сторону Азули щоб вибити Аанга
- У третій. Книзі зустрічається з  Мей.
- Він найняв вогняного вбивцю коли дізнався що Аанг живий щоб вбити. Але передумав та хоче стати  на сторону Аватара
- Від дядько дізнався що предок його мати був аватар Року.
- Ненавмисно підпалив ноги Тоф
- Допомогає Аангу оволодіти магією вогню.
- Разом з Сокою рятують його батько і  дівчину Суюкі.
- Катара остання хто пробачила йому. Та разом вони зупинили Азулу
- По поради свого дядька стає володарем вогню коли Аанг зупинив його батько Озая.
- Наприкінці серіалу. про Аанга він цілується з Мей. Але не відомо у Легенді про Кору хто мати його доньки Ізумі
- Назвав свого онука на честь дядько. Айро
- У легенді про Кору він з Сокою захистив Кору коли вона була маленька
- Розказав Корі що Аанг пишався нею.
- Болін був здивований коли побачив Зуко
- Коли Кора була  хвора на церемонії Джинору він поклонився її.
- Був разом з донькою на коронація принца Ву.